# 1838

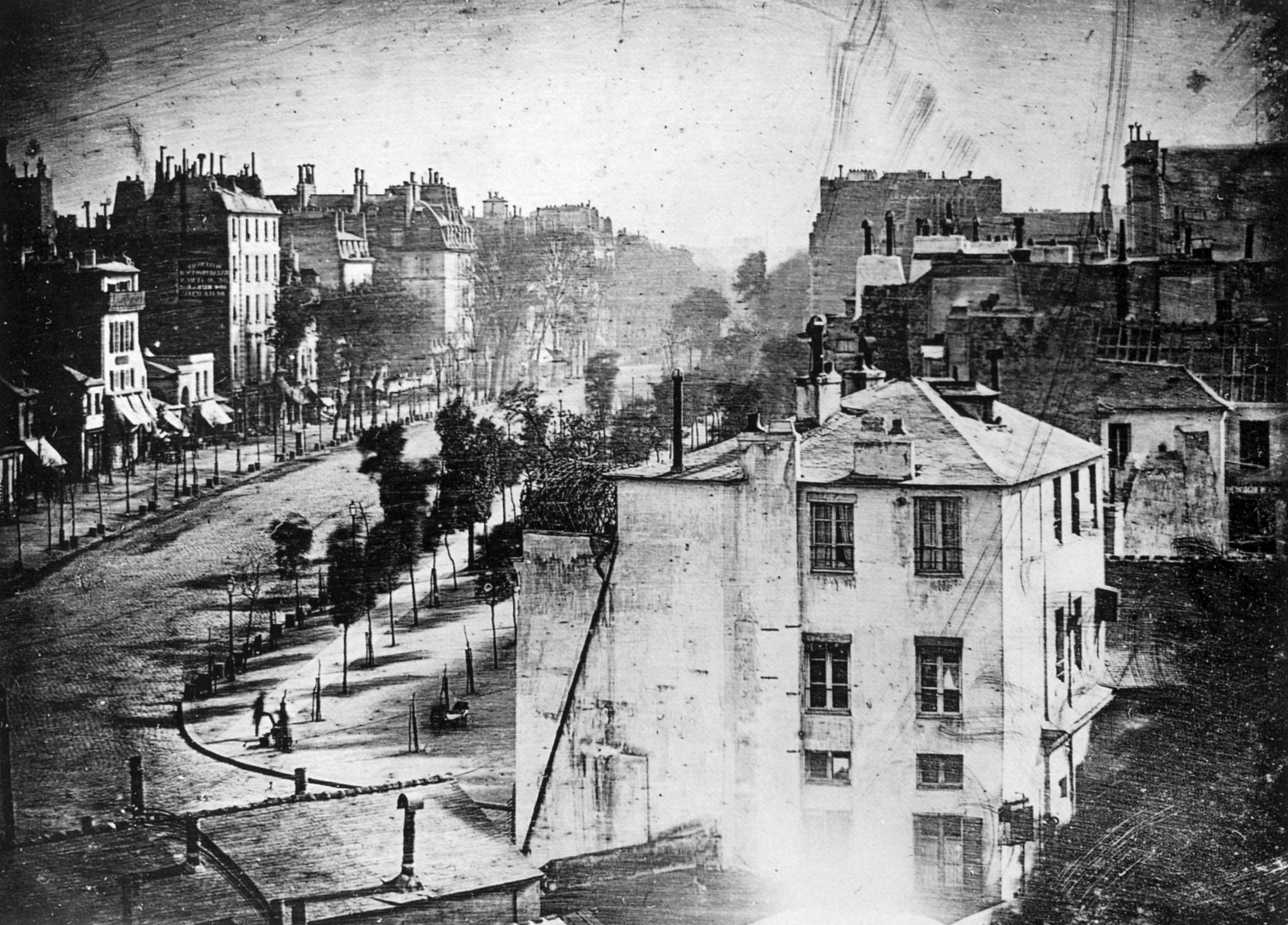
Daguerreotypie van de Boulevard du Temple in het 3e arrondissement van Parijs. De eerste fotografische afbeelding van een mens (Daguerre, 1838). De afbeelding toont een drukke weg, maar omdat de belichtingstijd ruim 10 minuten bedroeg werd het verkeer niet vastgelegd. Alleen linksonder zijn een schoenpoetser en zijn klant zichtbaar, doordat ze lang genoeg stilstonden om te worden geregistreerd.

Het jaar 1838 is het 38e jaar in de 19e eeuw volgens de christelijke jaartelling.

## Gebeurtenissen
februari
- 8 - De Schotse krantenuitgever James Chalmers presenteert een systeem van vooruitbetaalde postbezorging, compleet met zelfklevende postzegel en stempelmachine. Dit zal leiden tot invoering in het UK van de "penny post".

maart
- 15 - Ten gevolge van ijsgang treedt de Donau buiten haar oevers en zet de benedenstad van Boedapest onder water. 153 mensen verdrinken; 60.000 burgers worden dakloos.

april
- 22 - De Syrius loopt als eerste trans-Atlantische stoomvaarder de haven van New York binnen. Enkele uren later arriveert de Great Western, die wel vier dagen later uit Engeland is vertrokken.

mei
- 1 - Westerman, Werleman en Wijsmuller richten in Amsterdam het genootschap Natura Artis Magistra op. Zij kopen een stuk grond van 60 × 80 meter in de Plantage ten oosten van de stad. Dit is het begin van de diergaarde Artis. Het is de eerste dierentuin op het Europese vasteland.
- 5 - In Paramaribo wordt de eerste steen gelegd voor de schouwburg Thalia.
- 17 - In Philadelphia steekt een menigte de Pennsylvania Hall in brand, vier dagen na de opening.

juni
- 28 - Koningin Victoria wordt gekroond in de Westminster Abbey in Londen.

juli
- 16 - Juan Pablo Duarte richt met twee anderen (de Drie-eenheid) een geheim genootschap op, om de Haïtiaanse overheersing te bestrijden en een onafhankelijke Dominicaanse Republiek te stichten.

augustus
- 12 - Plechtige ingebruikneming van de lijn Gent-Brugge. Dit gebeurt in aanwezigheid van koning Leopold I en koningin Louise-Marie.
- 24 - Op de verjaardag van koning Willem I wordt de Willemstoren, de vuurtoren van Bonaire, voor het eerst ontstoken.
- 28 - Spoorlijn 50A van Brussel over Gent naar Brugge bereikt de kust bij Oostende. Opening van station Oostende.

september
- 5 - Openstelling voor het publiek van het Stedelijk Museum van Oudheden in Utrecht, het eerste in zijn soort in Nederland.
- 15 - Nicaragua wordt een onafhankelijke republiek.

oktober
- 1 - Het Nederlandse recht krijgt gestalte in een aantal wetboeken die de codificaties uit de Franse tijd vervangen. Het Burgerlijk Wetboek treedt in de plaats van de Code Civil, het Wetboek van Koophandel in de plaats van de Code de Commerce. Het Franse Wetboek van Criminele Instructie Code d'instruction criminelle wordt vervangen door het Nederlandse Wetboek van Strafvordering.
- 12 - De Voortrekkers stichten de Republiek Natalia in het land van de Zoeloes.

december
- 16 - (Zuid-Afrika) - Als wraak op de moord op hun leider Piet Retief en de helft van de Voortrekkers door Zulu-leider Dingane, vindt de Slag bij Bloedrivier plaats. Een leger van slechts 464 voortrekkers weet een Zoeloeleger van meer dan 20.000 man sterk te verslaan, voornamelijk door hun superieure bewapening.

## Muziek
- 10 september - Première van de opera Benvenuto Cellini van Berlioz in de Opera van Parijs.
- Friedrich von Flotow schrijft de opera Lady Melvil

## Beeldende kunst

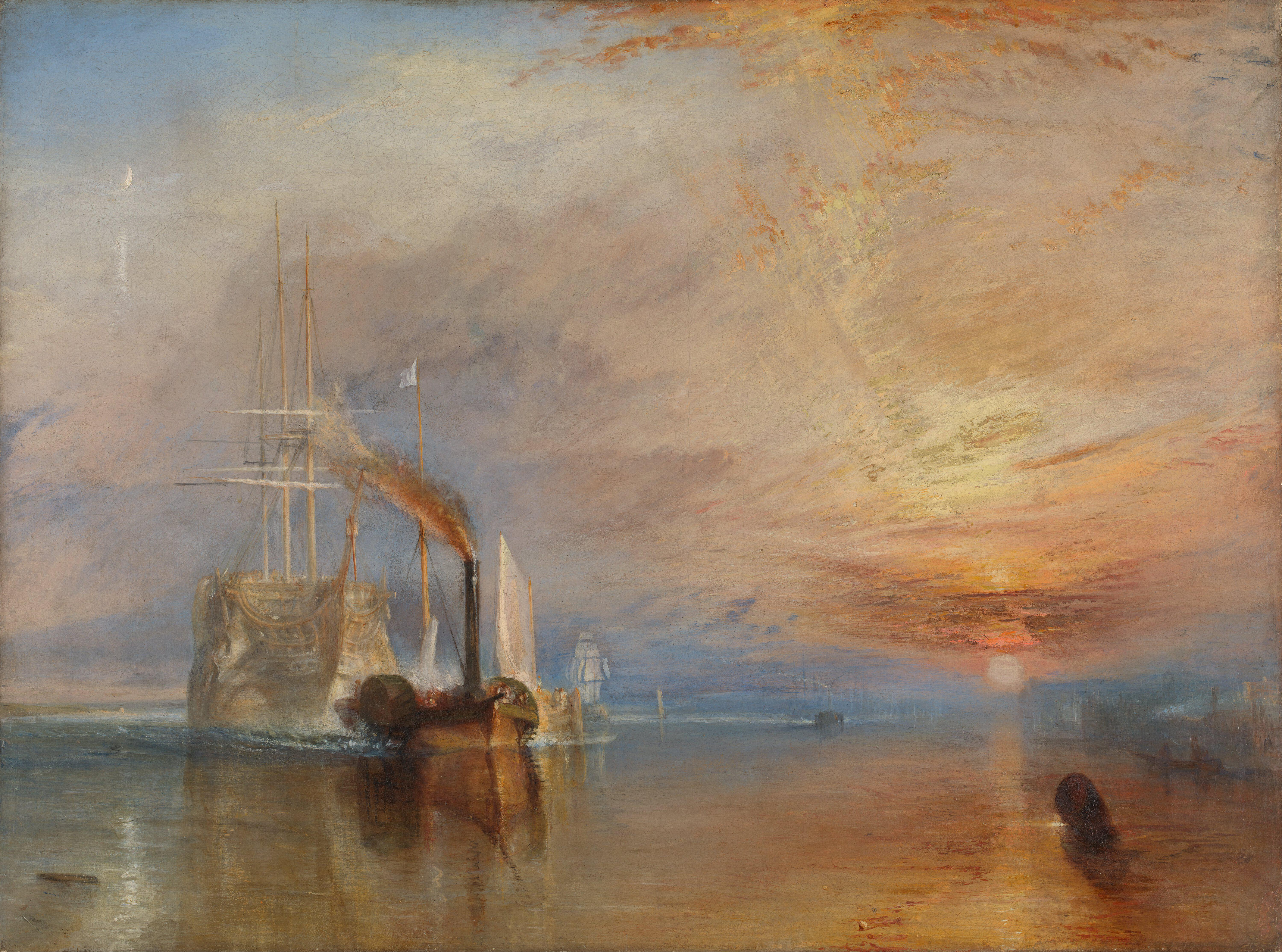
The Temeraire tugged to her last Berth (1838) William Turner, National Gallery
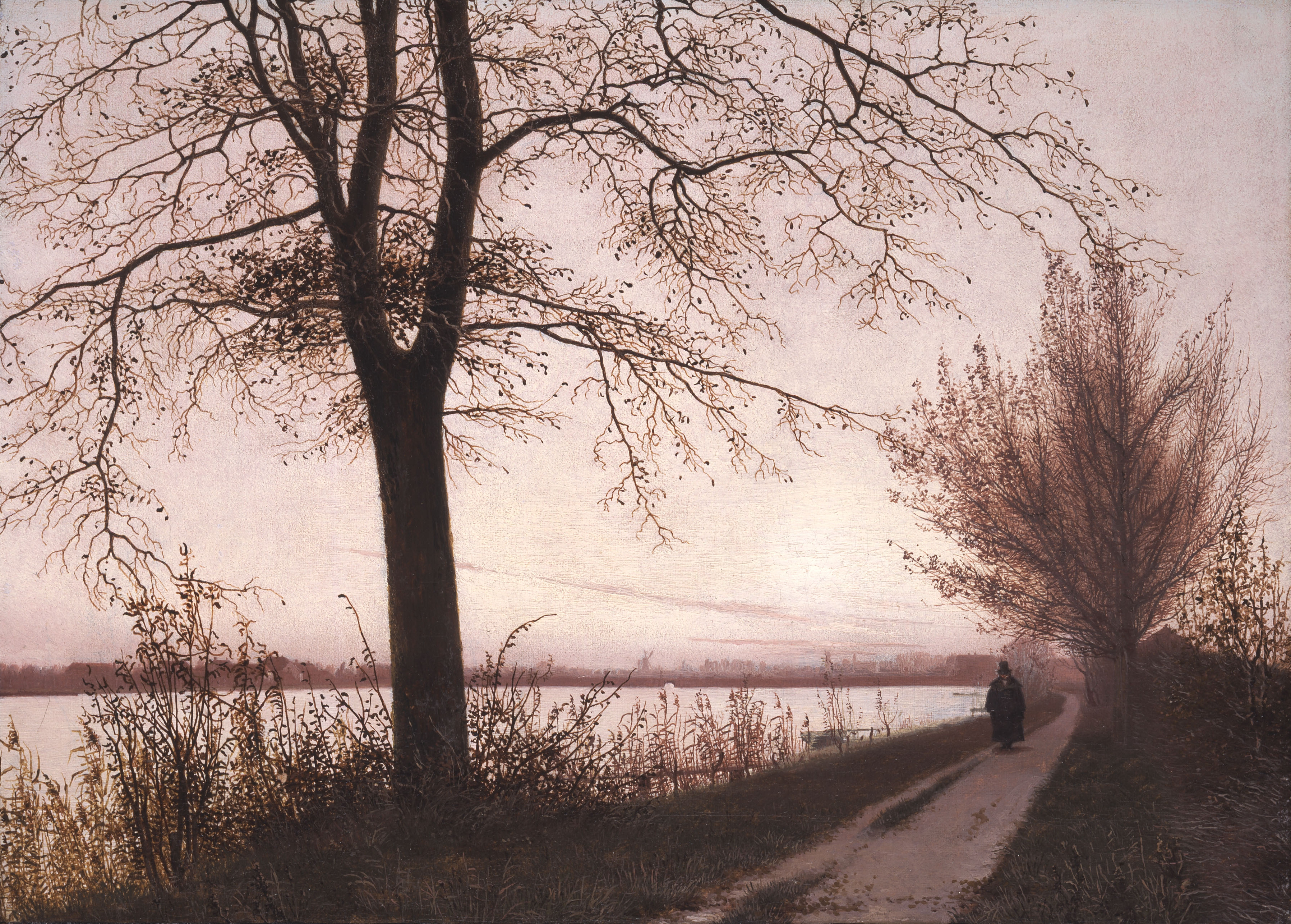
Herfstmorgen bij het Sortendamse Meer (1838) Christen Købke
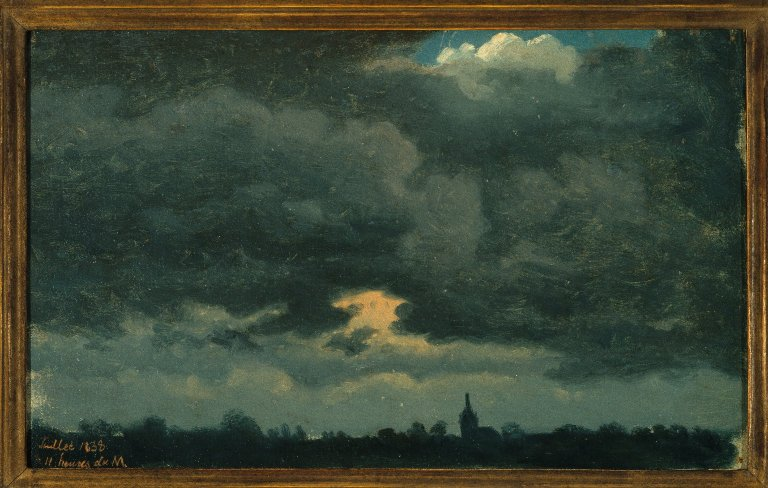
Stormy Sky over Landscape with Distant Church, (1838) Jean-Michel Cels, Brooklyn Museum

## Bouwkunst

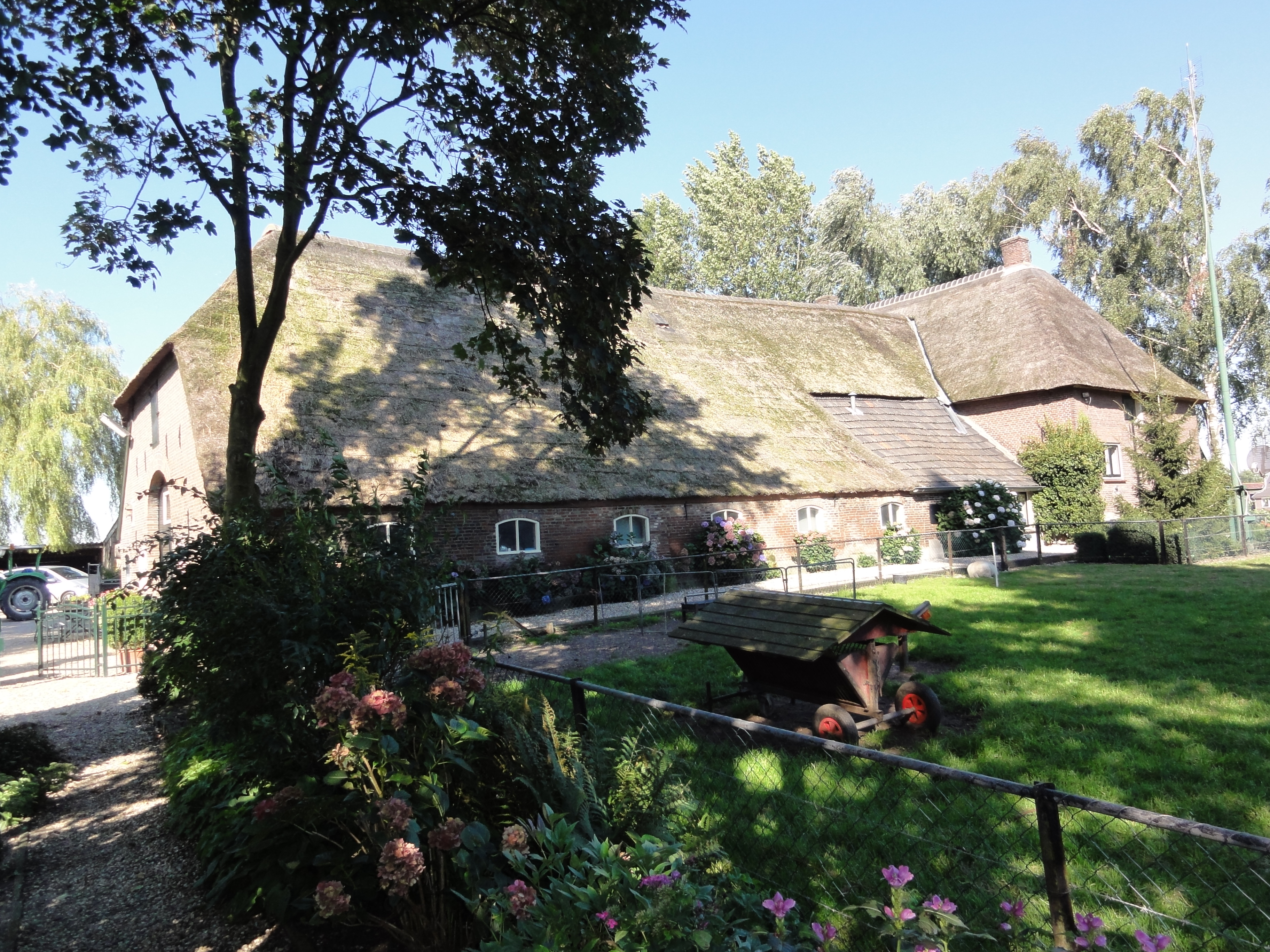
Boerderij "Klein Lindenhout", Weurt (1838)

## Geboren
januari
- 6 - Max Bruch, Duits componist (overleden 1920)
- 24 - Gijsberta Verbeet, Nederlands kunstschilder (overleden 1916)
- 29 - Edward Morley, Amerikaans natuur- en scheikundige (overleden 1923)
- 30 - Giovanni Battista Casali del Drago, Italiaans curiekardinaal (overleden 1908)

februari
- 6 - Henry Irving, Brits acteur (overleden 1905)
- 26 - Siegfried Bing, Frans kunsthandelaar (overleden 1905)

maart
- 1 - Francesco Possenti, Italiaans monnik en heilige (overleden 1862)
- 6 - Szymon Winawer, Pools schaker (overleden 1919)

april
- 16 - Ernest Solvay, Belgisch grootindustrieel en scheikundige (overleden 1922)
- 19 - August Allebé, Nederlands kunstschilder en lithograaf (overleden 1927)
- 28 - Tobias Asser, Nederlands jurist en Nobelprijswinnaar (overleden 1913)

juni
- 17 - Jeronimo de Vries, Nederlands dominee-dichter (overleden 1915)
- 21 - Edouard Castres, Zwitsers kunstenaar (overleden 1902)

juli
- 8 - Ferdinand von Zeppelin, Duits uitvinder van de zeppelin (overleden 1917)

september
- 2 - Liliuokalani, koningin en de laatste monarch van het koninkrijk Hawaï (overleden 1917)
- 7 - Louis Delacenserie, Belgisch architect (overleden 1909)
- 17 - Valeriano Weyler, Spaans militair en politicus (overleden 1930)
- 18 - Anton Mauve, Nederlands kunstschilder (overleden 1888)
- 23 - Victoria Woodhull, Amerikaans activiste en politica (overleden 1927)

oktober
- 25 - Georges Bizet, Frans componist (overleden 1875)

november
- 29 - Giovanni Losi, Italiaanse katholieke priester en missionaris (overleden 1882).

december
- 9 - Frederik Johann Hinrichs, militair (overleden 1909)
- 17 - Angelo Mariani, Frans drogist (overleden 1914)

datum onbekend
- Henriëtte van den Bergh, Belgisch museumoprichter (overleden 1920)

## Overleden
januari
- 30 - Hijbo Everdes de Boer (61), Nederlands militair

februari
- 3 - Marie (Anne) Rivier (69), Frans geestelijke en ordestichter
- 6 - Piet Retief (57), Zuid-Afrikaans leider van de Voortrekkers
- 10 - Jan Apeldoorn (73), Nederlands tekenaar en kunstschilder
- 11 - Cornelius de Jong van Rodenburgh (75), Nederlands zeevaarder en schrijver
- 21 - Antoine-Isaac Silvestre de Sacy (79), Frans taalkundige en oriëntalist

mei
- 24 - Marianne Kraus (73), Duits kunstschilder en hofdame

augustus
- 1 - John Rodgers (66), commodore van de United States Navy
- 17 - Lorenzo da Ponte (89), Italiaans librettoschrijver

september
- 18 - Nicolaas Anslijn (61), Nederlands schrijver

datum onbekend
- Rolinda Sharples (44/45), Brits kunstschilder

## Weerextremen in België
- 11 januari: laagste minimumtemperatuur ooit op deze dag: −13,3 °C.
- 13 januari: laagste etmaalgemiddelde temperatuur ooit op deze dag: −12 °C en laagste minimumtemperatuur: −14,6 °C.
- 14 januari: laagste etmaalgemiddelde temperatuur ooit op deze dag: −13 °C en laagste minimumtemperatuur: −17,7 °C.
- 16 januari: laagste etmaalgemiddelde temperatuur ooit op deze dag: −15,5 °C en laagste minimumtemperatuur: −19,2 °C.
- 17 januari: laagste etmaalgemiddelde temperatuur ooit op deze dag: −12,9 °C en laagste minimumtemperatuur: −16,3 °C.
- 18 januari: laagste etmaalgemiddelde temperatuur −15,6 °C. Dit is de koudste dag ooit sinds ooit op deze dag: 1833. en laagste minimumtemperatuur: −17,3 °C.
- 19 januari: laagste etmaalgemiddelde temperatuur ooit op deze dag: −15,1 °C en laagste minimumtemperatuur: −19,1 °C.
- 20 januari: laagste etmaalgemiddelde temperatuur ooit op deze dag: −12,8 °C en laagste minimumtemperatuur: −17,8 °C.
- 24 januari: laagste etmaalgemiddelde temperatuur ooit op deze dag: −11,6 °C en laagste minimumtemperatuur: −12,8 °C.
- 26 januari: laagste etmaalgemiddelde temperatuur ooit op deze dag: −9,7 °C en laagste minimumtemperatuur: −14,3 °C.
- Januari: de koudste maand januari tot nu toe, met een gemiddelde van −6,3 °C. (normaal 2,6 °C).
- 16 februari: laagste minimumtemperatuur ooit op deze dag: −11,5 °C.
- 8 juni: laagste etmaalgemiddelde temperatuur ooit op deze dag: 7,2 °C.
- 23 juli: laagste etmaalgemiddelde temperatuur ooit op deze dag: 11,9 °C.
- 24 juli: laagste etmaalgemiddelde temperatuur ooit op deze dag: 11,9 °C.
- 25 juli: laagste etmaalgemiddelde temperatuur ooit op deze dag: 11,7 °C.
- 25 november: laagste etmaalgemiddelde temperatuur ooit op deze dag: −2,8 °C.
- december: december met laagste relatieve vochtigheid: 74 % (normaal 88,4 %).
- Gemiddelde jaartemperatuur: na 1879 (7,0 °C), 1855 (7,4 °C), 1887 en 1888 (7,5 °C) het vijfde koudste jaar sinds 1833 met 7,6 °C (normaal 9,7 °C)

Bron: KMI Gegevens Ukkel 1901-2003  met aanvullingen 

## Uitgestorven
- de Tasmaanse Emoe.